# Dichteste Kugelpackung

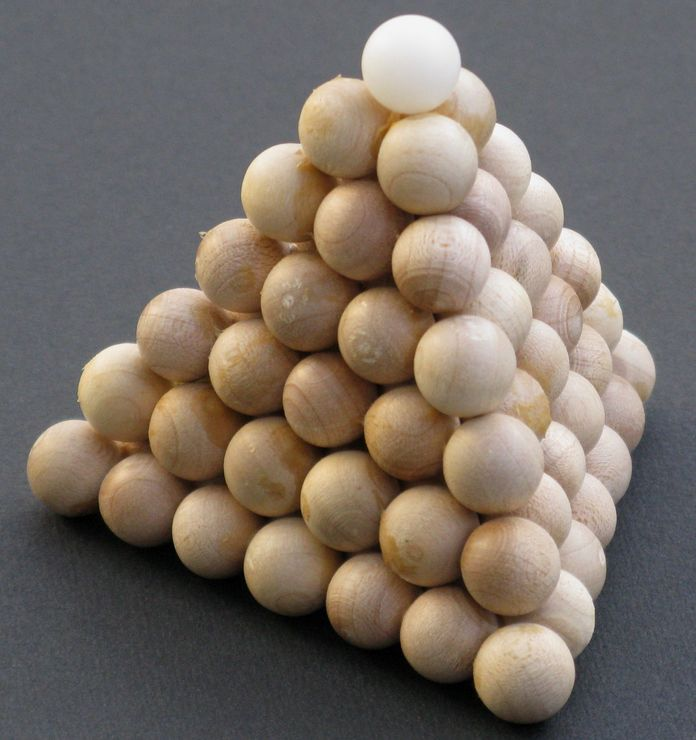
Pyramide aus dichtest gepackten Kugeln;
jede horizontale Schicht ist wie in der
1. Beschreibung belegt;
die Schichten folgen aufeinander nach dem Schema ABCABC... (s. unten)

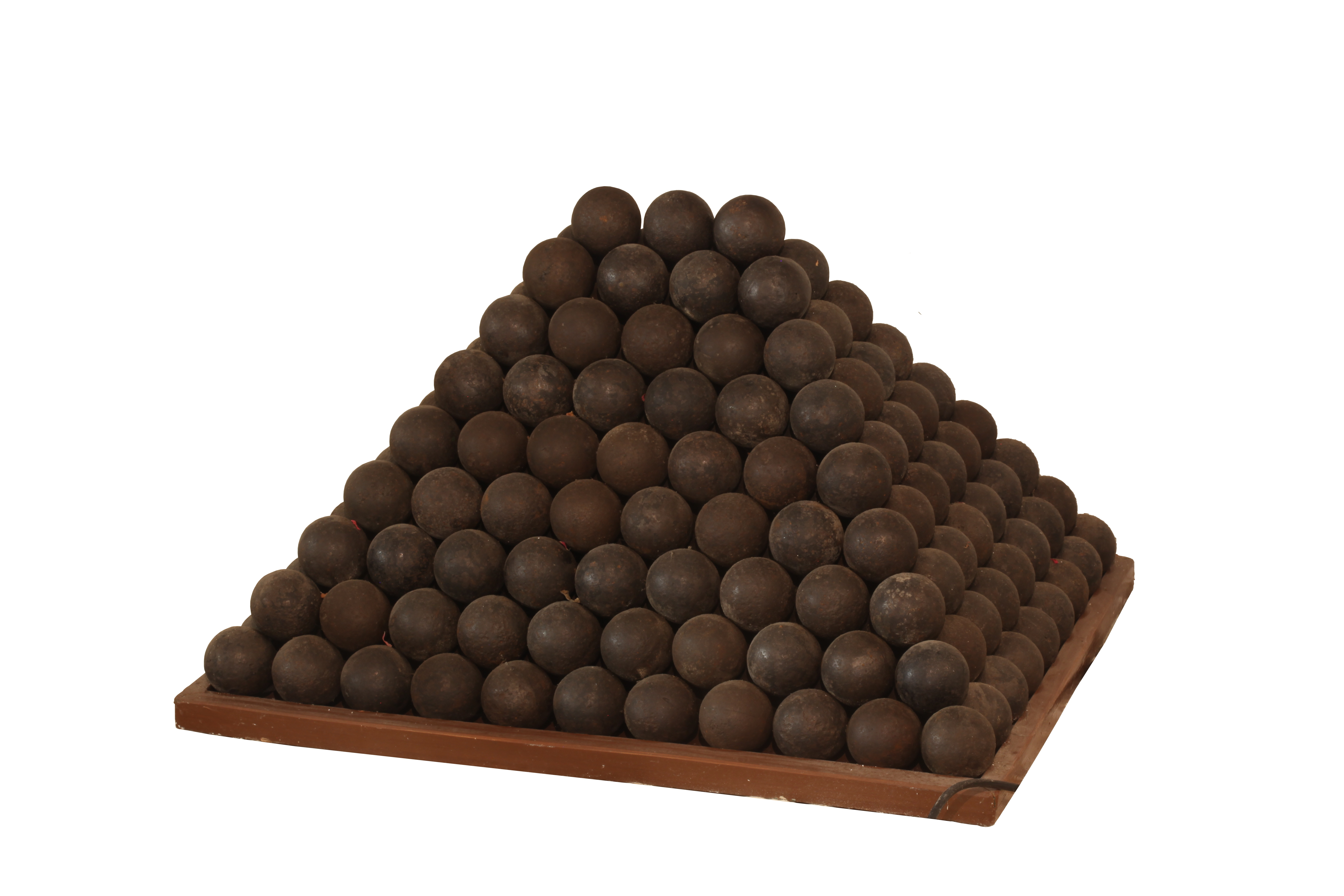
Pyramide aus dichtest gepackten Kanonenkugeln;
jede horizontale Schicht ist wie in der
2. Beschreibung belegt;
die als Schichten angesehenen Seitenwände folgen aufeinander ins Innere der Pyramide hinein nach dem Schema ABCABC... (s. unten)

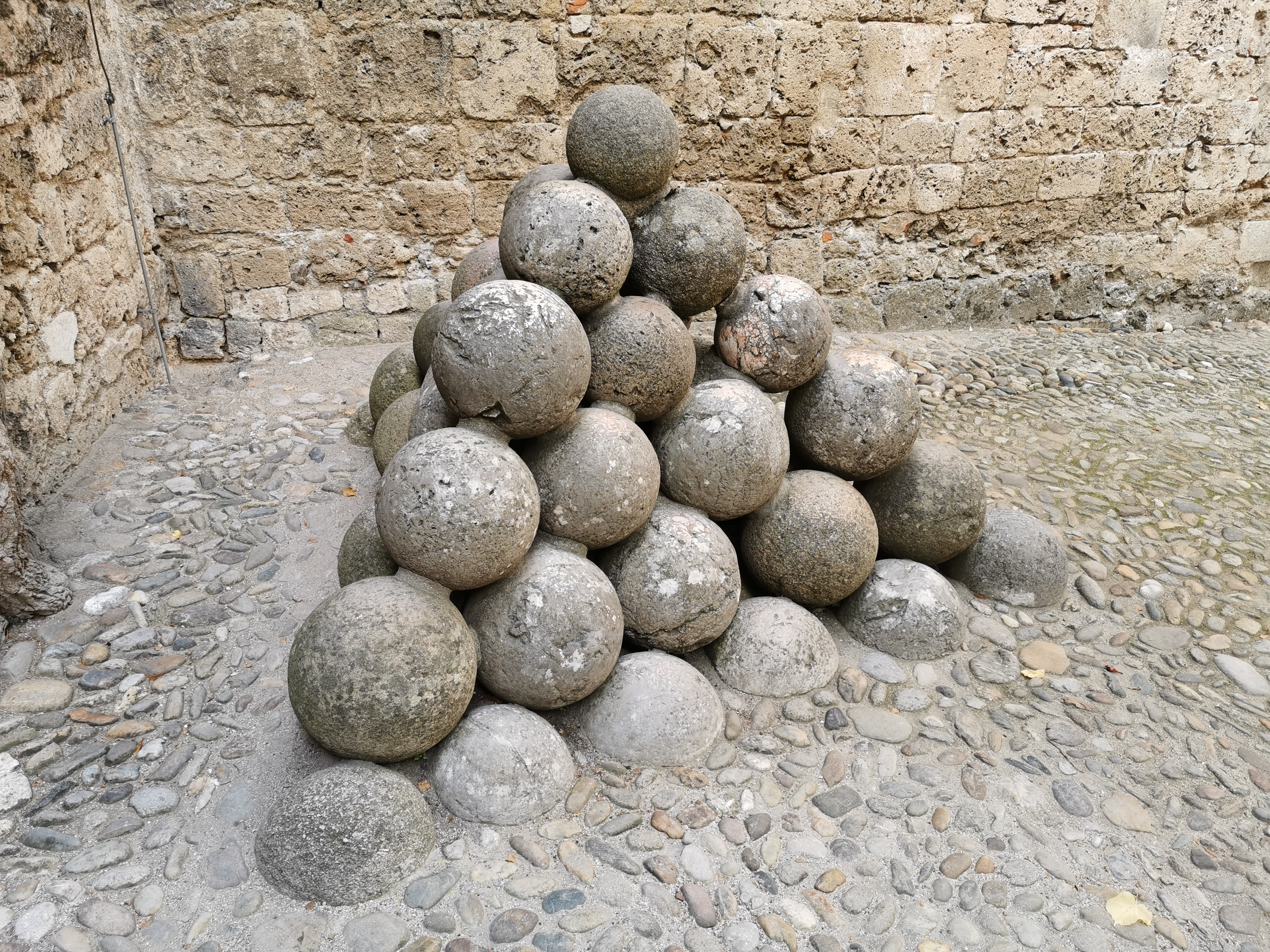
Gestapelte Kanonenkugeln in der Burg zu Burghausen

Die dichteste Kugelpackung ist diejenige gegenseitige Anordnung gleich großer Kugeln, die den kleinsten Raum beansprucht. Der leere Raum zwischen den dichtest gepackten Kugeln nimmt nur etwa 26 % des Gesamtraumes ein, bzw. die Packungsdichte beträgt etwa 74 %:
{\displaystyle {\frac {\pi {\sqrt {2}}}{6}}\approx 0{,}74048\approx 74\,\%}.
Diese Anordnung besteht aus ebenen Schichten aus sich berührenden Kugeln, von denen jede von sechs benachbarten Kugeln und von je drei Kugeln aus der Schicht darüber und aus der darunter berührt wird,, (Kusszahl = 12). Die darin enthaltenen Schichten werden als hexagonale (regelmäßig sechseckige) Kugel-Schichten bezeichnet. Die Schichten oberhalb und unterhalb der mittleren können aufeinander projiziert gleich liegen oder gegeneinander verschoben sein, Schichtenfolge ABA oder ABC.
Nur für den Fall einer regelmäßigen periodischen Schichtenfolge ABCABC... kann man in der Packung schräg liegende tetragonale (quadratische) Kugel-Schichten identifizieren, in denen jede Kugel von vier benachbarten Kugeln und von je vier Kugeln aus der Schicht darüber und aus der darunter berührt wird. In dieser Weise lassen sich kugelförmige Gegenstände, z. B. Obst, pyramidenförmig auf einer rechteckigen Unterlage aufschichten. Nur die Ränder der untersten Schicht müssen dabei gegen Wegrollen gesichert werden.
Die erste Beschreibung ist die allgemeinere und deswegen die bevorzugt gebrauchte.
Das Problem geht auf Sir Walter Raleigh zurück, der die Frage stellte, wie Kanonenkugeln in einem Schiff am dichtesten gestapelt werden könnten (siehe auch nebenstehendes Bild). 1611 äußerte Johannes Kepler die Vermutung, dass dichteste Kugelpackungen in kubisch-flächenzentrierten und in hexagonalen Kristallsystemen vorlägen. Carl Friedrich Gauß bewies 1831 die Richtigkeit dieser Vermutung. 1998 legte der amerikanische Mathematiker Thomas Hales einen Computerbeweis vor, dass diese beiden Anordnungen die einzigen mit dichtester Kugelpackung sind. Wie alle Computerbeweise wurde auch diese Arbeit damals nicht von allen Teilen der mathematischen Fachwelt anerkannt. 2017 erfolgte schließlich die Publikation des formalen Beweises.
Unter dichtester Kugelpackung wird die Packungsdichte in einer Anordnung von unendlich vielen Kugeln verstanden. Endlich viele Kugeln weisen deren Wert auch auf, wenn die äußeren Kugeln nur zum Teil mitgezählt werden. Die Grenze des betrachteten Bruttoraumes führt durch die Mittelpunkte dieser Kugeln. In der Theorie der endlichen Kugelpackungen ist der Bruttoraum größer. Die ihn bildende Hülle (z. B. ein Sack für kugelförmige Güter) enthält die äußeren Kugeln in Gänze.

## Schichtfolgen

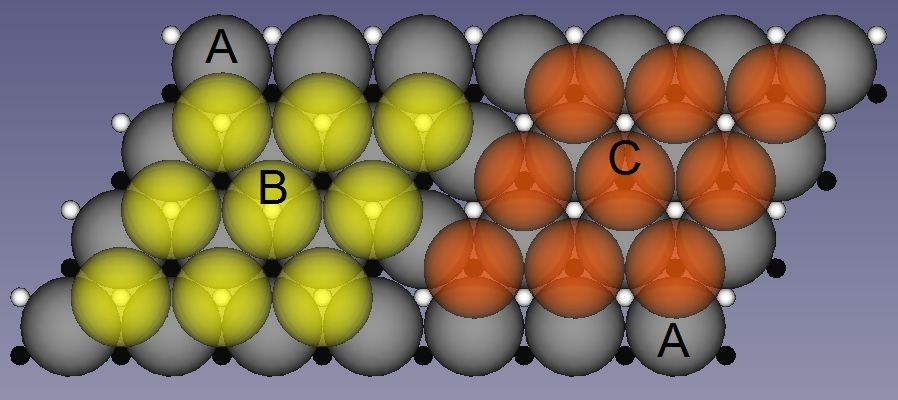
Grau: unterste Schicht (A-Schicht)
gelb und rot: B-Schicht oder C-Schicht (hier als zweite Schicht; allgemein in beliebiger Reihenfolge als zweite oder dritte Schicht)

### Hexagonale Schichten
In einer hexagonalen Kugelschicht ist jede Kugel außer von sechs Kugeln auch von sechs Lücken umgeben. Eine auf eine erste Kugelschicht A (s. nebenstehende Abbildung) gelegte zweite Kugelschicht benötigt drei der sechs Lücken zum „Einrasten“. Dabei bestehen zwei Möglichkeiten: Einrasten in die weiß markierten oder in die schwarz markierten Lücken in der Schicht A. In einem Fall (weiße Lücken) wird die aufgelegte Schicht als eine B-Schicht, im anderen Fall (schwarze Lücken) als eine C-Schicht bezeichnet (Bezeichnungen A, B und C sind die in der Kristallographie üblichen). Die dritte Kugelschicht hat zum Einrasten in die zweite wiederum zwei Möglichkeiten: Rastet sie so ein, dass sie über der untersten Schicht zu liegen kommt, wird sie wie diese als eine A-Schicht bezeichnet. Wenn sie die zweite Möglichkeit des Einrastens nutzt, nimmt sie eine dritte Lage ein und wird als eine C-Schicht bezeichnet.

Luftblasen in großenteils gleicher Größe und regelmäßiger Anordnung (links) als hexagonale Kugelschicht

Drei hexagonale Kugelschichten übereinander
Kubisch dichteste Kugelpackung (ccp) (links)
Hexagonal dichteste Kugelpackung (hcp) (rechts)
unten: Draufsicht;
oben: streifende Ansicht der Kugelreihen in den drei Schichten (Kugeln verkleinert, Ansicht entspricht der von links oder rechts in obiger Abbildung)

Die Stapelfolge ist prinzipiell unendlich vielfältig. Praktische Bedeutung (Kristallographie) haben aber fast ausschließlich nur die sich nach zwei bzw. drei verschiedenen Schichtlagen fortwährend wiederholenden Stapel. Sie werden als Schichtlagenfolgen ABAB… bzw. ABCABC… bezeichnet. Die Schichtenfolge ABAB… ist das Ergebnis davon, dass grundsätzlich erst die übernächste (dritte) hexagonale Kugelschicht fluchtend über der ersten liegen kann. Die Schichtenfolge ABCABC… folgt der Tatsache, dass wenn nicht die übernächste (dritte) über der ersten Schicht fluchtend liegt, so aber die überübernächste (vierte) Schicht fluchtend über der ersten liegen muss. Abgesehen davon kann das Stapeln in beliebiger Lege-Reihenfolge fortgesetzt sein; die Schichten müssen nur gegenseitig „einrasten“, damit der Wert der Packungsdichte ca. 74,05 % ist.
Ein wichtiger Unterschied zwischen ABCABC-Schichtung und anderen Schichtungen liegt in der Regelmäßigkeit und Symmetrie der entstehenden Struktur. Bei ABCABC-Schichtenfolge werden vier unterschiedliche hexagonale Kugelschichtebenen gebildet (drei zusätzlich zu der ursprünglich betrachteten), welche im Winkel ca. 70,53° zueinander im dreidimensional Raum stehen. Außerdem werden drei tetragonale (quadratische) Kugelschichtebenen gebildet, die im 90°-Winkel zueinander stehen. Der Winkel zwischen einer beliebigen tetragonalen und einer beliebigen hexagonalen Kugelschichtebene beträgt ca. 54,74°. Die verschiedenen Ebenen sind beim Polyeder Oktaederstumpf gut zu erkennen.  Diese Vielzahl der Schichtungsebenen hat die Konsequenz, dass die Struktur von unterschiedlichen Betrachtungswinkeln identisch aussieht (genau wie der Oktaederstumpf). Andere Schichtungsfolgen haben diese Eigenschaften nicht oder nur teilweise.

### Quadratische Schichten
In quadratischen Schichten ist jede Kugel von vier Lücken umgeben. Da eine aufgelegte Schicht alle vier Lücken zum Einrasten benötigt, gibt es nur einen einzigen Schichtfolgen-Typ und auch nur die kubisch-flächenzentrierte Elementarzelle, aus denen der Stapelaufbau ebenfalls vorstellbar ist. Eine dieser Elementarzellen erstreckt sich über drei kubisch-flächenzentrierte Elementarzellen.
Die oben abgebildete Pyramide aus Kanonenkugeln mit rechteckigem Grundriss ist eine Stapelfolge quadratischer Kugelschichten. In der Kristallographie wird nicht mit quadratischen Schichten gearbeitet, denn schräg durch einen Stapel aus hexagonalen Kugelschichten mit der Schichtfolge ABCABC erstrecken sich quadratische Schichten, in denen die kubisch-flächenzentrierte Elementarzelle erkennbar ist.

## Naturwissenschaftliche Bedeutung
Die Anordnung von Atomen in einer dichtesten Kugelpackung entspricht einem wichtigen Grundprinzip bei der Bildung von Kristallen:
Bei der Zusammensetzung der Materie aus ihren kleinsten Teilen (Atome, Moleküle und größere) gilt das Prinzip der Minimierung des Volumens. Die kleinsten Teile bilden zusammen dichteste Kugelpackungen. Dabei spricht man auch dann von einer dichtesten Kugelpackung, wenn die Teilchen nicht exakt auf den theoretisch vorgegebenen Positionen liegen. Enthaltene kleine Baufehler werden Stapelfehler genannt.

### Einatomige Systeme
Dabei handelt es sich um die in Kristallform existierenden reinen Metalle.
Die hexagonal dichteste Kugelpackung (hcp (engl. hexagonal close-packed), Schichtfolge ABABAB…) wird auch Magnesium-Typ genannt. Es kristallisieren Beryllium, Magnesium, die Elemente der Gruppe 3 (Scandium, Yttrium, Lanthan) und die Gruppe 4 (Titan, Zirconium, Hafnium), Technetium, Rhenium, Ruthenium, Cobalt, Zink, Cadmium und Thallium in diesem Strukturtyp.
Die kubisch dichteste Kugelpackung (ccp (engl. cubic closed packed), Schichtfolge ABCABC…) wird auch Kupfer-Typ genannt. Neben Kupfer kristallisieren Calcium, Strontium, Nickel, Rhodium, Iridium, Palladium, Platin, Silber, Gold, Aluminium und Blei in diesem Strukturtyp.
Insbesondere die leichteren Lanthanoide und schwerere Actinoide liegen bei Standardbedingungen in einer Mischform vor (Schichtfolge ABACABAC…). Diese hat dieselbe Raumgruppe wie die hcp-Struktur, aber mit vier Atomen in der Elementarzelle, und zwar auf (0,0,0) / (0,0,1/2) (Wyckoff-Position 2a) und (1/3,2/3,3/4) / (2/3,1/3,1/4) (Wyckoff-Position 2d). Sie wird daher auch double hexagonal closest packed (dhcp)-Struktur genannt. Praseodym oder Curium sind Elemente, die in diesem Strukturtyp kristallisieren.

### Mehratomige Systeme
Viele Kristallstrukturen mit überwiegend ionischem Bindungstyp beruhen auf einer dichtesten Kugelpackung eines Teils der Ionen und der Einlagerung der anderen Ionen in den Lücken. Sind diese Einlagerungsionen zu groß für die Lücke, wird die Kugelpackung entsprechend deformiert. Die Art und das Ausmaß dieser Deformation hängen dabei von dem Größenverhältnis der Gerüstionen zu den Einlagerungsionen ab. Für einige Stöchiometrien gibt es Beziehungen, um aus den Ionenradien sogenannte Toleranzfaktoren zu berechnen. Anhand dieser Toleranzfaktoren kann man Vorhersagen über die Struktur und Verhalten des jeweiligen Systems ableiten. Ein bekanntes Beispiel dafür ist die Perowskit-Struktur.

### Polytype
Als Polytype werden Kristalle bezeichnet, die eine Stapelfolge mit langer Wiederholungseinheit besitzen. Beispiele dafür sind Zinksulfid (ZnS) mit mehr als 150 polytypen Formen und Siliciumcarbid (SiC). Diese Polytype verfügen zum Teil über extrem große Gitterkonstanten. So hat das Polytyp von SiC mit der Bezeichnung 393R die Gitterkonstanten a = 3,079 Å und c = 989,6 Å.

## Nicht-dichteste Kugelpackungen
Die kubisch innenzentrierte Kugelpackung (b.c.c., body-centered cubic) besteht aus zwei sich wiederholenden Schichten mit der Schichtfolge ABA… Das Koordinationspolyeder um die Atome ist ein Würfel (CN 8) und in etwas weiterer Entfernung ein weiteres Oktaeder (CN 6), so dass insgesamt die Koordinationszahl 8 + 6 folgt. Damit wird eine Raumerfüllung von 68,02 % erreicht. Dieser Strukturtyp hat die Nummer A2 in den Strukturberichten und wird auch Wolfram-Typ genannt. Es kristallisieren die Alkalimetalle, Barium, die Elemente der Gruppe 5 (Vanadium, Niob, Tantal) und Gruppe 6 (Chrom, Molybdän, Wolfram) und Eisen in diesem Strukturtyp.
Die Elemente Mangan, Quecksilber, Gallium, Germanium, Indium, Zinn, Antimon und Bismut kristallisieren in einem eigenen Strukturtyp.
Die regellos dichteste Packung (dichteste Zufallspackung, engl. random close pack) ist die empirisch gefundene dichteste Packung von zufällig gepackten Kugeln mit einer Raumerfüllung von circa 64 %.

## Packungen in anderen als drei Dimensionen
In zwei Dimensionen ist die Entsprechung der Kugel ein Kreis. Bereits 1773 bewies Joseph-Louis Lagrange, dass die hexagonale Anordnung die dichteste Packung von Kreisen auf einem Gitter ist. Der allgemeinere Fall einer Kreispackung, bei der für die Kreise beliebige Positionen möglich sind, gestaltet sich weit schwieriger. Der Beweis, dass auch unter diesen Umständen die hexagonale Anordnung die dichteste Packung ist, wurde 1942 von László Fejes Tóth veröffentlicht, aufbauend auf Vorarbeiten von Axel Thue, Kurt Mahler und Beniamino Segre.
Der dreidimensionale Fall ist die inzwischen bewiesene Kepler-Vermutung (wobei den Fall von Gitterpackungen schon Carl Friedrich Gauß 1831 löste).
In höheren Dimensionen ist das Problem weitgehend offen. Die dichtesten Gitterpackungen sind im euklidischen Raum bis zur Dimension d = 8 bekannt. Dabei bestimmten Alexander Nikolajewitsch Korkin und Jegor Iwanowitsch Solotarjow die dichtesten Gitterpackungen in den Dimensionen 4 und 5 und Hans Blichfeldt 1934 die Dimensionen 6, 7 und 8. Darüber hinaus ist fast nichts sicher bekannt. Das berühmte Leech-Gitter in 24 Dimensionen und das E8-Gitter (benannt nach der exzeptionellen Liegruppe E8, dessen Wurzelsystem es ist) in 8 Dimensionen wurden häufig als dichteste Kugelpackung vermutet, insbesondere nach Entwicklung neuer oberer Schranken für dichteste Kugelpackungen durch Noam Elkies und Henry Cohn (2003), und 2016 bewies Maryna Viazovska die Vermutung in 8 Dimensionen und wenige Wochen später in Zusammenarbeit mit Cohn und drei weiteren Mitautoren auch für 24 Dimensionen.
Dichte Kugelpackungen in höheren Dimensionen haben große Bedeutung für die Kodierungstheorie (fehlerkorrigierende Codes).